# Fleur Mellor
Fleur Northey Wenham-Mellor (Sydney, 13 juli 1936) is een voormalige atlete uit Australië, die zich had toegelegd op de sprint. Ze nam eenmaal deel aan de Olympische Spelen en veroverde bij die gelegenheid een gouden medaille.

## Loopbaan
Op de Olympische Spelen van Melbourne in 1956 liep Mellor op de 4 × 100 m estafette als lid van het Australische estafetteteam, dat verder bestond uit Shirley Strickland, Norma Croker en Betty Cuthbert, naar een gouden medaille. In de finale liepen ze met een tijd van 44,65 s naar een wereldrecord. Daarmee verbeterde het viertal het eerdere wereldrecord, dat zij in de kwalificatieronde  al op 44,9 hadden gesteld.
Mellor was Australisch kampioene op de 4 x 110 yd in 1956 en 1958.

## Titels
- Olympisch kampioene 4 × 100 m - 1956
- Australisch kampioene 4 × 110 yd - 1956, 1958

## Palmares

### 100 yd
- 1956: 7e Australische kamp. - 11,5 s
- 1958: 4e Australische kamp. - 10,6 s

### 220 yd
- 1954: 6e Australische kamp. - ?

### 4 × 100 m
- 1956:  OS - 44,5 s (WR)

### 4 × 110 yd
- 1956:  Australische kamp. - 46,2 s
- 1958:  Australische kamp, - 46,0 s

- Australian Women's Register: AWE2323b
- World Athletics: 14430506

1928: Rosenfeld, Smith, Bell, Cook ·
1932: Carew, Furtsch, Rogers, Von Bremen ·
1936: Bland, Rogers, Robinson, Stephens ·
1948: Stad-de Jong, Witziers-Timmer, van der Kade-Koudijs, Blankers-Koen ·
1952: Faggs, Jones, Moreau, Hardy ·
1956: Strickland, Croker, Mellor, Cuthbert ·
1960: Hudson, Williams, Jones, Rudolph ·
1964: Ciepły, Kirszenstein, Górecka, Kłobukowska ·
1968: Ferrell, Bailes, Netter, Tyus ·
1972: Krause, Mickler-Becker, Richter, Rosendahl ·
1976: Oelsner, Stecher, Bodendorf, Eckert ·
1980: Müller, Wöckel, Auerswald, Göhr ·
1984: Brown, Bolden, Cheeseborough, Ashford ·
1988: Brown, Echols, Griffith-Joyner, Ashford ·
1992: Ashford, Jones, Guidry, Torrence ·
1996: Devers, Miller, Gaines, Torrence ·
2000: Fynes, Sturrup, Davis, Ferguson ·
2004: Lawrence, Simpson, Bailey, Campbell ·
2008: Borlée, Mariën, Ouédraogo, Gevaert ·
2012: Madison, Felix, Knight, Jeter ·
2016: Madison, Felix, Gardner, Bowie ·
2020: Williams, Thompson-Herah, Fraser-Pryce, Jackson ·
2024: Jefferson, Terry, Thomas, Richardson